# Citroën C5 Aircross
Pour les articles homonymes, voir Citroën Aircross et Citroën C5.
Le Citroën C5 Aircross est un SUV produit par le constructeur automobile français Citroën, de 2018 à 2025 en Europe dans l'usine PSA de Rennes. Depuis 2021, il est aussi assemblé à Tiruvallur dans le sud-est de l'Inde dans une usine codétenue avec Hindustan Motors.
Le C5 Aircross est restylé en 2022.
Il existe en version diesel, hybride et hybride rechargeable.

## Présentation

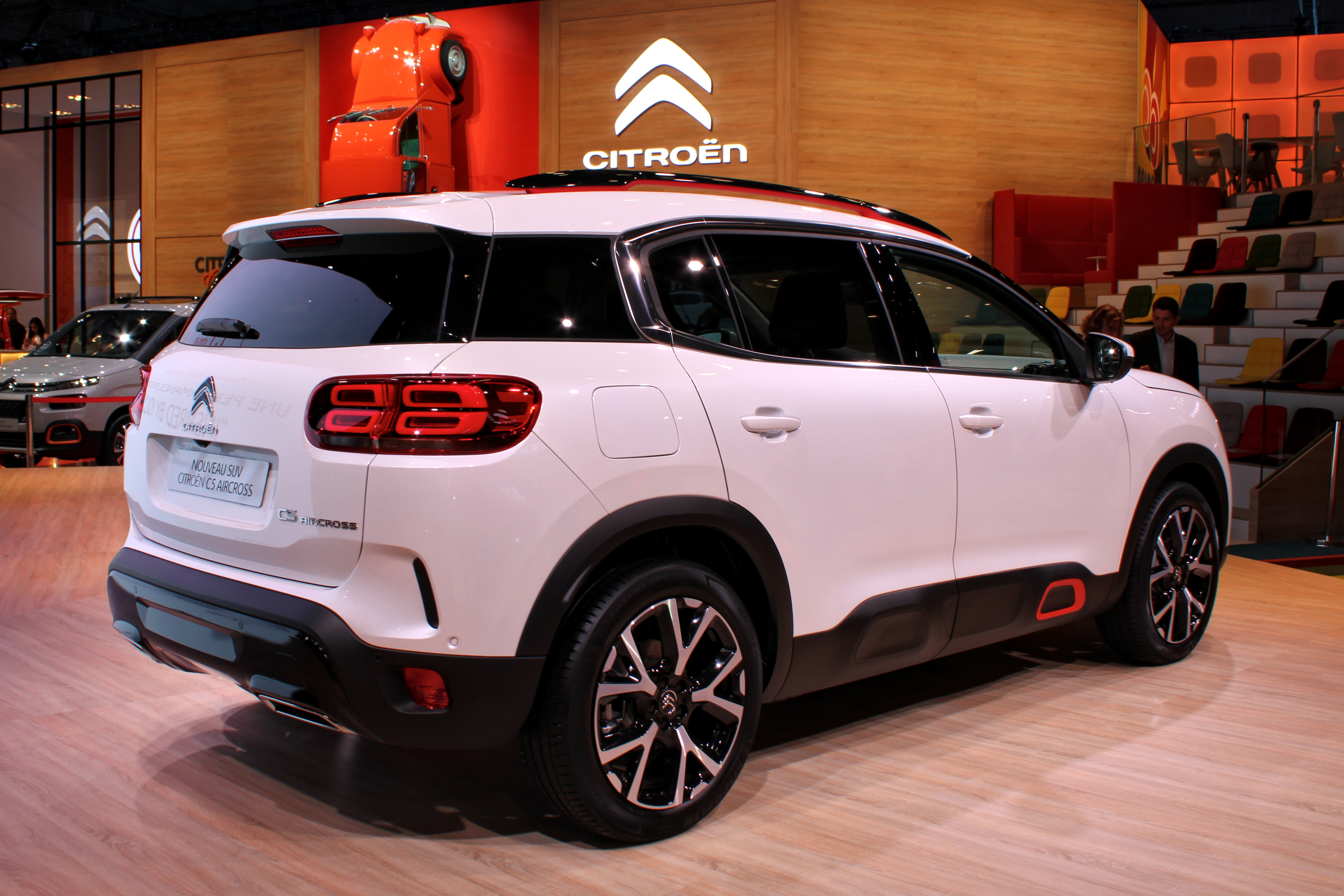
Vue de l'arrière (phase 1).

Préfiguré par le concept Citroën Aircross dévoilé au salon automobile de Shanghai 2015, il est officiellement présenté le 18 avril 2017 dans sa configuration chinoise, au salon de l'automobile de Shanghai pour une commercialisation dès l'automne 2017 en Chine, et le 24 mai 2018 dans le parc de Saint-Cloud, en région parisienne, dans sa configuration européenne, pour une commercialisation fin 2018. Le C5 Aircross ouvre son carnet de commandes lors du Mondial Paris Motor Show 2018 en octobre.

### Histoire
La Directrice générale de Citroën, Linda Jackson, a montré sur sa page Twitter des croquis de ce futur SUV lors du salon de Genève 2017, et confirme qu'il s'appellerait C5 Aircross (un nom que l'on pense réservé uniquement à la Chine). En effet, même s'il succède au C4 Aircross, il est un peu plus grand et se trouve sur un segment supérieur à celui du Nissan Qashqai. De plus, la marque ne veut pas trop fragmenter nominalement la gamme de modèles portant le chiffre « 4 » (C4, C4 Picasso et Grand Picasso, C4L, C4 Cactus), et le C5 Aircross doit aussi éviter de cannibaliser le Peugeot 3008 par ses dimensions et sa taille. Enfin il doit combler temporairement le vide laissé par l'arrêt de la production de la berline C5 à Rennes, qui profite à cette occasion d'un investissement de 100 millions d'euros de la part du groupe PSA.
Dévoilé le 18 avril 2017 dans sa version de série, dans le cadre du salon de Shanghai, il est commercialisé à l'automne 2017 sur le marché chinois. Sa commercialisation en Europe doit en revanche attendre l'automne 2018,.
En janvier 2021, il devient la toute première Citroën à être assemblée en Inde, marquant le retour de la marque aux chevrons dans le pays. Cet assemblage se fait sous la forme de kits CKD venus de France.

### Design
Le C5 Aircross reprend les Airbumps du concept sur les bas de caisse, partiellement colorés comme sur la récente C3, et la face avant à double partie, inaugurée sur les dernières Citroën mais dans une alternative plus étirée. Les feux arrière sont composés de quatre optiques rectangulaires, qui ont un effet 3D.

### Phase 2

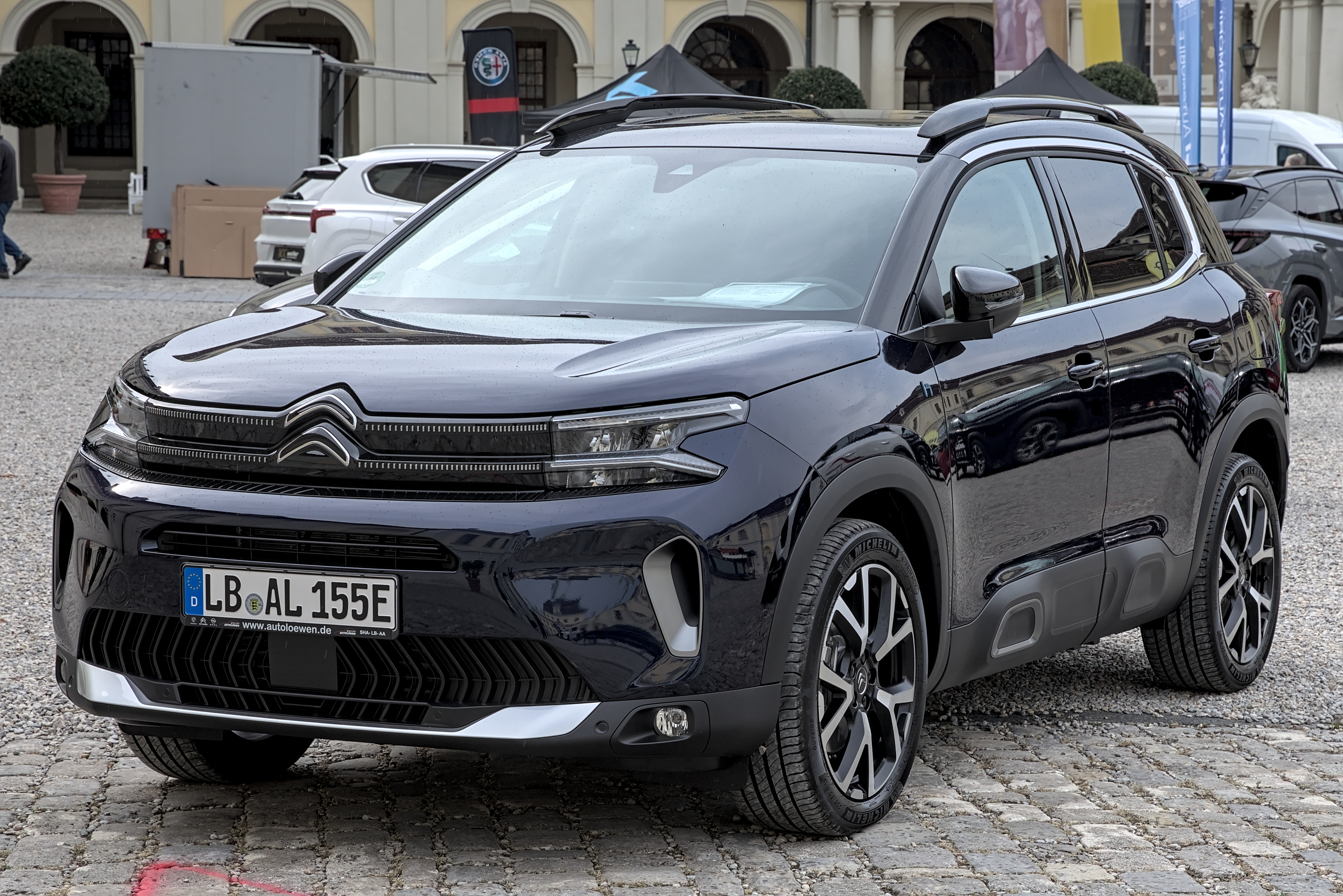
Citroën C5 Aircross phase 2

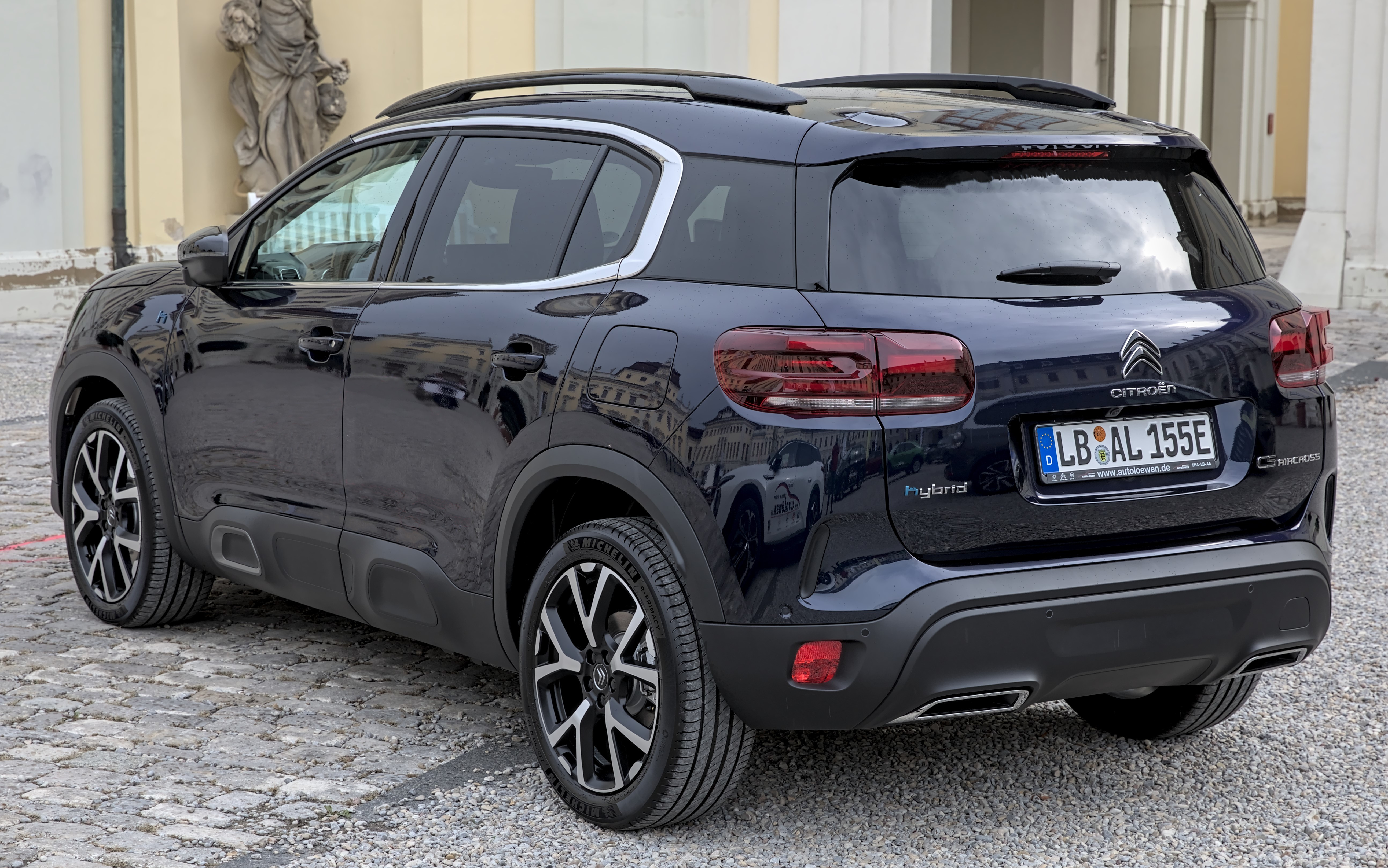
Citroën C5 Aircross phase 2

La version restylée du C5 Aircross européen est présentée le 12 janvier 2022 pour une commercialisation à la fin du premier trimestre de l'année 2022,.
Sylvain Henry signe le design extérieur de cette version restylée. À l'arrière, on note seulement l'apparition d'une nouvelle signature lumineuse, tandis qu'à l'avant, le C5 Aircross reçoit de nouveaux phares. La calandre et le bouclier avant sont également revus. Les entrées d'air latérales ne sont plus factices et sont élargies. Le SUV reçoit aussi de nouveaux équipements, ainsi qu'une nouvelle teinte de carrosserie nommée Bleu Éclipse. Les inserts au niveau des Airbumps sont également déclinés dans de nouveaux coloris, et de nouvelles jantes diamantées bi-ton de 18 pouces nommées Pulsar apparaissent.
Concernant l'habitacle, le C5 Aircross reprend désormais l'écran tactile de la C4, qui mesure 10 pouces. Les aérateurs, qui ne sont plus verticaux mais horizontaux, sont redessinés et se positionnent désormais juste en dessous de l'écran tactile. Le levier de vitesse disparaît pour les versions à boîte automatique qui représentent plus de 8 ventes sur 10 ; c'est une commande de boîte basculante qui le remplace, comme pour les C4 et 308. Cela permet de libérer un litre de rangement supplémentaire. Les assises, encore plus confortables, peuvent être agrémentées de nouveaux matériaux, comme l'Alcantara ou le cuir perforé.
Les motorisations et les dimensions restent quant à elles identiques, de même que le volume du coffre.
Le restylage intervient en Chine en juillet 2022 et les pré-commandes ouvrent simultanément. Autrefois appelé Dongfeng Citroën Tianyi C5 Aircross, le véhicule change de nom et devient Dongfeng Citroën Tianyi Beyond (ou plus rarement Dongfeng Citroën Tianyi Beyond C5 Aircross, le monogramme C5 Aircross étant toujours présent sur le hayon). Le restylage est similaire à celui de la version européenne, sauf l'intérieur, qui évolue moins,.
En Inde, le restylage (similaire à celui effectué en Europe) intervient en septembre.
En novembre 2022, le C5 Aircross gagne une version hybride rechargeable de 180 ch.
Dès 2023, des C5 Aircross en kits CKD sont envoyés par le partenaire chinois de Stellantis, la Dongfeng Motor Corporation, vers l'ancienne usine Stellantis de Kalouga, en Russie. Stellantis étant désengagé du pays depuis les sanctions occidentales visant la Russie faisant suite à l'invasion de l'Ukraine par la Russie en 2022, ces opérations sont effectuées sans son aval. Stellantis déclare avoir perdu le contrôle de ses entités russes. L'entreprise basée en Russie qui assemble ces kits en utilisant l'usine de Kalouga est dénommée Automotive Technologies.

## Caractéristiques techniques
Sur le plan technique, le C5 Aircross s'inscrit dans le programme Citroën « Advanced Comfort ». Les efforts ont porté en particulier sur l'habitabilité et la luminosité intérieure (notamment par le biais d'un grand toit ouvrant panoramique), et sur le confort de suspension, via un nouveau système à butées hydrauliques progressives,. Les passagers profitent d’un combiné numérique TFT de 12,3’’ et d’un écran tactile capacitif HD de 10’’. En termes d'aides à la conduite, le C5 Aircross propose entre autres le freinage automatique d'urgence, la surveillance d'angle mort ou encore le régulateur de vitesse adaptatif (avec stop automatique). On retrouve également les technologies éprouvées du groupe PSA comme le Grip control (système d'optimisation d'adhérence) et l'assistance au démarrage en côte.
La version européenne se différencie de la version chinoise par son volant à méplats, des vitres feuilletées et trois sièges indépendants et coulissants (sur 15 centimètres) de même largeur au lieu d'une banquette arrière 2/3-1/3. Le volume du coffre est ainsi variable de 580 litres à 720 litres, et jusqu'à 1 630 litres avec les sièges arrière rabattus.

### Motorisations

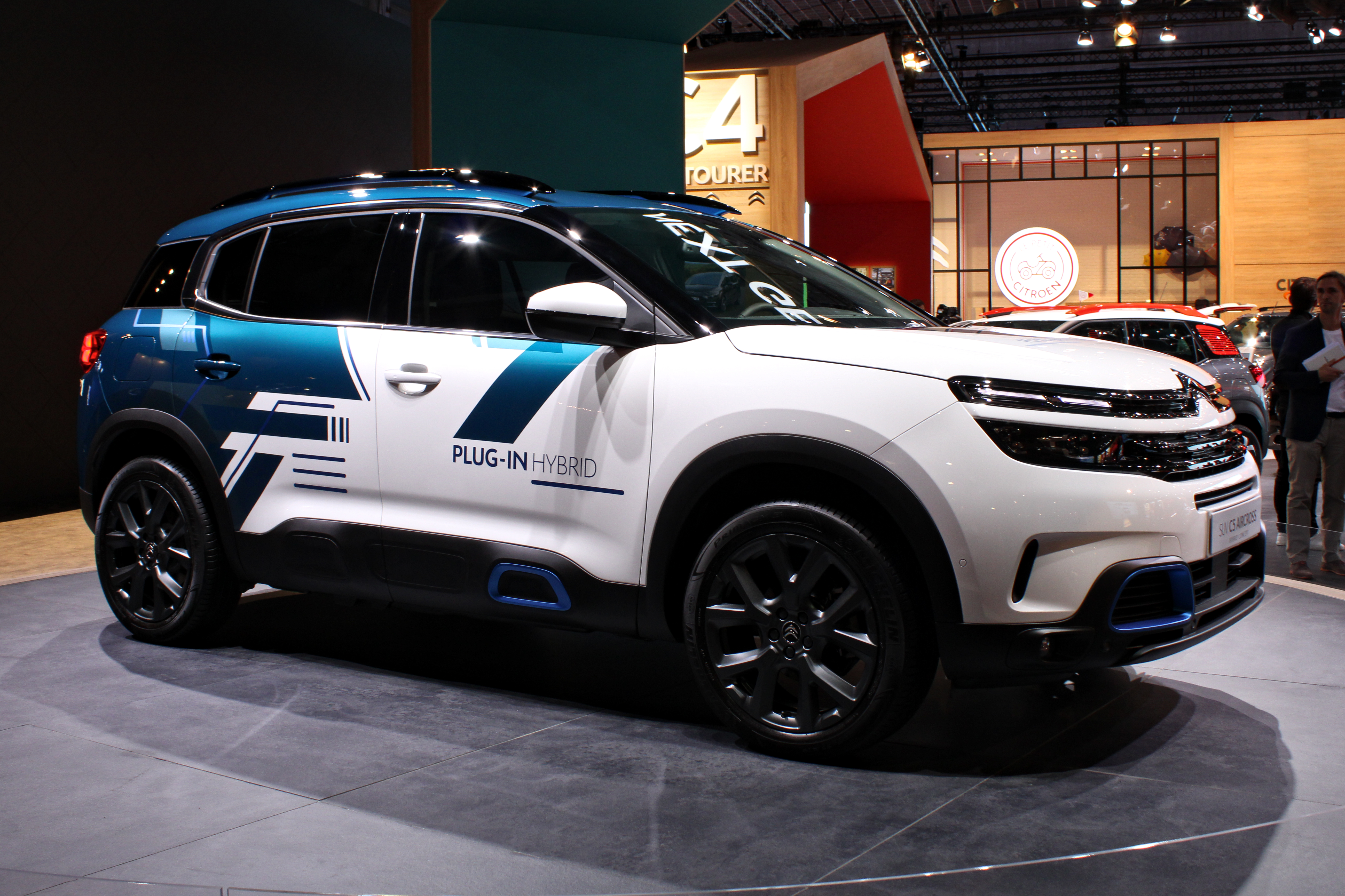
Citroën C5 Aircross Plug-in-Hybrid

Le C5 Aircross reprend les dernières motorisations du groupe PSA : en essence, les Puretech 130 et 180 ch, et en Diesel, les BlueHDI 130 et 180 ch. Ces moteurs sont associés, selon les configurations, aux habituelles boîtes manuelles du groupe ou à la boîte automatique EAT8 (8 rapports).
Citroën a par ailleurs annoncé que le C5 Aircross serait le premier véhicule de sa gamme à disposer d'une motorisation hybride rechargeable. Prévue également sur la DS 7 Crossback, cette technologie consiste en un moteur thermique de 180 ch, couplé à un moteur électrique de 80 kW (110 ch) (soit une puissance totale théorique d'environ 225 ch). Elle est dévoilée sous forme de concept-car au Mondial Paris Motor Show 2018 puis commercialisée à partir du salon de Bruxelles en janvier 2020.
Une version hybride rechargeable de 180 ch vient s'ajouter en novembre 2022. Son moteur essence développe 150 ch, contrairement à la version hybride de 225 ch qui voit par ailleurs son autonomie électrique progresser.
|                                  | 1.2 PureTech 130              | 1.6 PureTech 180              | HYbrid 180                                              | HYbrid 225                | 1.5 BlueHDi 130                  | 1.5 BlueHDi 130                  | 2.0 BlueHDi 180              |
| Moteur                           | 3-cylindres essence (type EB) | 4-cylindres essence (type EP) | 4-cylindres essence                                     | 4-cylindres essence       | 4-cylindres diesel (type DV/DLD) | 4-cylindres diesel (type DV/DLD) | 4-cylindres diesel (type DW) |
| Cylindrée (cm³)                  | 1 199                         | 1 598                         | 1 598                                                   | 1 598                     | 1 499                            | 1 499                            | 1 997                        |
| Puissance maximale (ch)          | 130                           | 181                           | 180 (moteur thermique 150 ch + moteur électrique 81 kW) | 225                       | 130                              | 130                              | 177                          |
| au régime de (tr/min)            | 5 500                         | 5 500                         |                                                         |                           | 3 750                            | 3 750                            | 3 750                        |
| Couple maximal (N m)             | 230                           | 250                           |                                                         | 320                       | 300                              | 300                              | 400                          |
| au régime de (tr/min)            | 1 750                         | 1 650                         |                                                         |                           | 1 750                            | 1 750                            | 2 000                        |
| Boîte de vitesses                | Manuelle 6 rapports           | Automatique 8 rapports        | Automatique 8 rapports                                  | Automatique 8 rapports    | Manuelle 6 rapports              | Automatique 8 rapports           | Automatique 8 rapports       |
| Vitesse maximale (km/h)          | 195                           | 219                           |                                                         | Électrique: 135           | 189                              | 189                              | 211                          |
| 0-100 km/h (s)                   | 10,5                          | 8,2                           |                                                         | 6,5                       | 10,4                             | 10,6                             | 8,6                          |
| Consommation (en L/100 km)       | 5,2                           | 5,7                           |                                                         | <2.2                      | 4,1                              | 4,0                              | 4,7                          |
| Émissions de CO2 (en g/km)       | 119                           | 129                           |                                                         | 49                        | 106                              | 106                              | 124                          |
| Capacité de la batterie (en kWh) | -                             | -                             | Brute : 12,4 Nette : 11,3                               | Brute : 14,2 Nette : 12,9 | -                                | -                                | -                            |
| Autonomie électrique (en km)     | -                             | -                             | 58                                                      | 63                        | -                                | -                                | -                            |
| Temps de charge de la batterie   | -                             | -                             | Chargeur 7,4 kW : 1h45 de charge                        |                           | -                                | -                                | -                            |

## Finitions

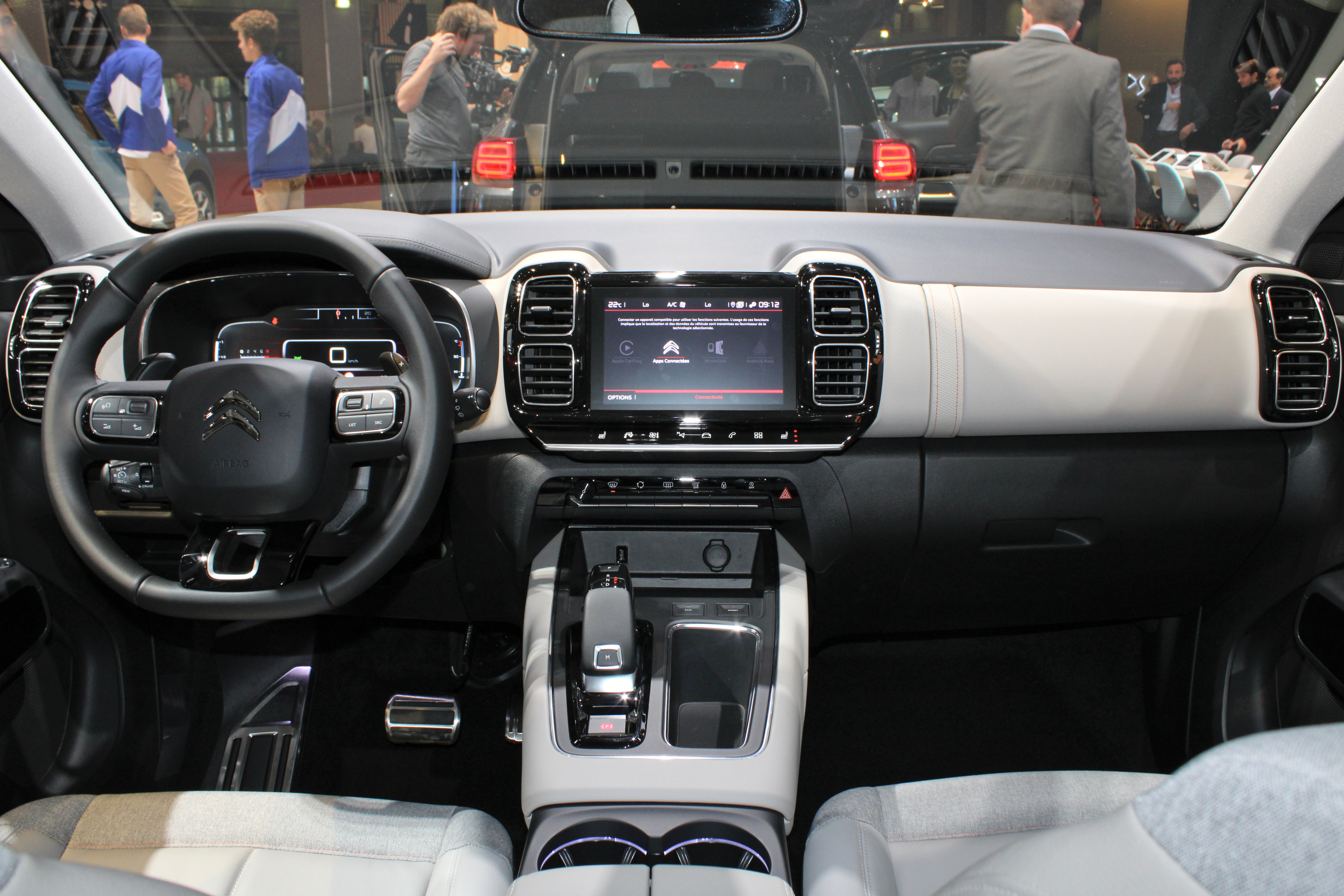
Intérieur du Citroën C5 Aircross (phase 1).

Le C5 Aircross est proposé avec les finitions suivantes : 
- Live (indisponible en hybride): 
  - radio numérique DAB, climatisation, Mirror Screen, jantes alliage 17"…
- Feel (Live +) :
  - jantes alliage 18", climatisation automatique bizone, combiné numérique 12,3" personnalisable…
- Feel Pack (Feel +) :
  - antibrouillards avant, aide au stationnement avant, caméra de recul…
- Shine (Feel +) :
  - vitres et lunette arrière surteintées, projecteurs Full LED, accès et démarrage mains libres…
- Shine Pack (Shine +) :
  - recharge sans fil pour smartphone, sièges avant chauffants, hayon mains libres…
- Business : destination des professionnels.

À partir du 2 septembre 2024, les finitions sont les suivantes :
- You
- Max

Options
Le C5 Aircross propose les options et packs suivants :
- Attelage col de cygne démontable sans outils (Feel, Feel Pack, Shine, Shine Pack)
- Barres de toit Noir Brillant avec inserts Noir Mat (Feel Pack)
- Caméra de recul avec "Top Rear Vision" sans aide au stationnement avant et arrière (Feel, Feel Pack)
- Hayon mains libres (Shine, Shine Pack)
- Suppression de l'aide au stationnement arrière (Life, Feel)
- Toit ouvrant vitré panoramique (Shine, Shine Pack)
- Vitres et lunette arrière surteintées (Feel)
- Pack Confort (Shine)
- Pack Drive Assist Light (Feel, Feel Pack)
- Pack Grip Control (Shine Pack)
- Pack Park Assist avec projecteurs Full LED (Shine Pack)
- Pack Safety + Light (Feel, Feel Pack)
- Pack Style Black (Shine, Shine Pack)

### Personnalisation

#### Coloris extérieurs
Le C5 Aircross propose les coloris extérieurs suivants :
- Blanc Nacré
- Gris Platinium
- Volcano Red
- Tijuca Blue
- Blanc Banquise
- Gris Acier
- Noir Perla Nera

Il est possible d'opter pour une combinaison bi-ton (toit de couleur noire) avec les coloris Gris Acier, Blanc Nacré, Gris Platinium et Tijuca Blue.

#### PacksColor
Le C5 Aircross propose des packs de personnalisation extérieure du véhicule permettant d'ajouter des inserts colorés au niveau du bouclier avant, des Airbumps et sous les barres de toit.
Ces inserts peuvent être de couleur rouge, grise ou blanche.

#### Ambiances intérieures
Le C5 Aircross propose différentes ambiances intérieures :
- Ambiance de série : 
  - sièges en tissu Silica Grey
- Ambiance Wild Grey :
  - sièges en tissu Stone Grey et tissu effet cuir noir, soulignés d'une bande orange, décors de console centrale et bandeau de planche de bord gris
- Ambiance Metropolitan Beige : 
  - sièges en cuir grainé Grey et tissu Grey, bande gris foncé, décors de console centrale et bandeau de planche de bord gris beige
- Ambiance Metropolitan Grey : 
  - sièges en cuir grainé Graphite et tissu Graphite, bande gris clair, décors de console centrale et bandeau de planche de bord gris
- Ambiance Hype Brown :
  - sièges en cuir Nappa Brown et tissu effet cuir noir, bande en Alcantara gris clair, décors de console centrale, bandeau de planche de bord et casquette de combiné Brown, volant cuir pleine fleur bi-ton Noir/Brown, *sièges électriques a mémoire, *massant, *conducteur et passager ,*rétroviseur droit asservi a la marche arrière .
  - (*Uniquement disponible avec l'option Hype Brown).

#### Jantes et enjoliveurs
Le C5 Aircross propose plusieurs modèles de jantes et enjoliveurs différents : 
- Enjoliveurs 17" Pentagon
- Jantes alliage 17" Ellipse
- Jantes alliage 18" Swirl diamantées bi-ton
- Jantes alliage 19" Art diamantées bi-ton
- Jantes alliage 19" Art Black

## Tarifs
Les tarifs indiqués ci-dessous datent du 27 juillet 2021 en France.
| Finition/Moteur | 1.2 PureTech 130 S&S (BVM6) | 1.2 PureTech 130 S&S (EAT8) | 1.5 BlueHDi 130 S&S (BVM6) | 1.5 BlueHDi 130 S&S (EAT8) | Hybrid 225 (ë-EAT8) |
| --------------- | --------------------------- | --------------------------- | -------------------------- | -------------------------- | ------------------- |
| Live            | 26450€                      | ---------                   | 28800€                     | ---------                  | ---------           |
| Feel            | 29050€                      | 31050€                      | 31400€                     | 33450€                     | 40350€              |
| Shine           | ---------                   | 34550€                      | 34900€                     | 36950€                     | 44000€              |
| Shine Pack      | ---------                   | 36200€                      | ---------                  | 38600€                     | 45650€              |
| Business        | 26450€                      | 31050€                      | 28800€                     | 33450€                     | 40350€              |

## Ventes
| Année | Europe, | Turquie | Chine, | Inde |
| ----- | ------- | ------- | ------ | ---- |
| 2017  |         |         | 22 603 |      |
| 2018  | 2 562   |         | 23 340 |      |
| 2019  | 79 533  | 12 033  | 16 088 |      |
| 2020  | 69 750  | 8 431   | 9 779  |      |
| 2021  | 54 346  | 3 890   | 9 963  |      |
| 2022  | 44 997  | 5 239   | 6 365  | 775  |
| 2023  |         | 8 434   |        | 301  |
| 2024  |         | 7 091   |        |      |

## Concept car

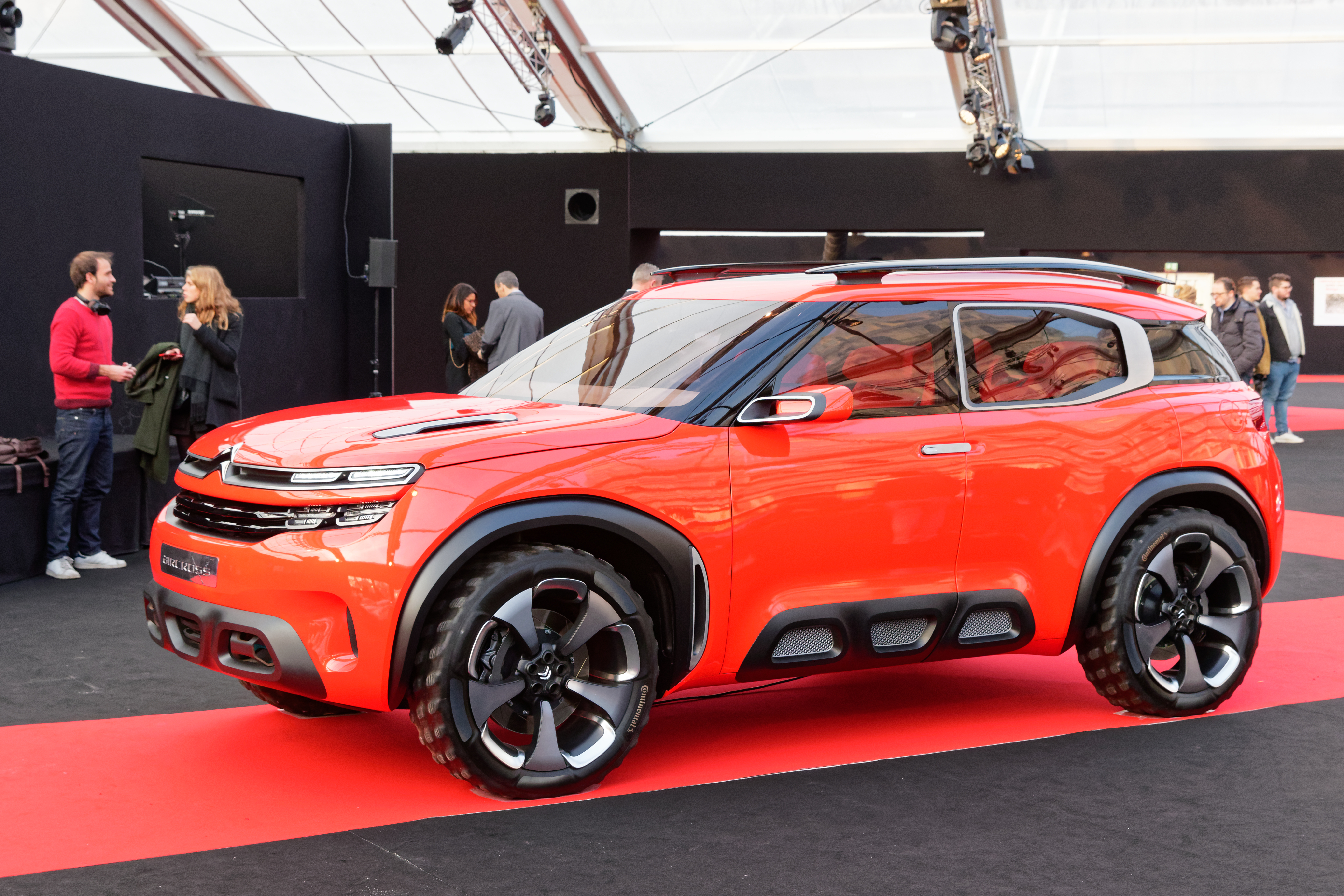
Citroën Aircross concept (2015)

Le Citroën C5 Aircross est préfiguré par le Citroën Aircross concept présenté au salon de Shanghai 2015, de 4,58 m de long et chaussé de roues de 22 pouces.
Le concept est équipé d'une motorisation hybride rechargeable associant un moteur essence THP de 218 ch et 275 N m de couple à un moteur électrique de 95 ch installé sur l'essieu arrière, alimenté par une batterie lithium-ion.